# Я, та хто ніколи не знала чоловіків
«Я, та хто ніколи не знала чоловіків» — науково-фантастичний роман 1995 року бельгійської письменниці Жаклін Гарпман, що вийшов під оригінальною назвою "Moi qui n'ai pas connu les hommes". Також є першим опублікованим романом авторки. 
Вперше роман вийшов друком у видавництві Seven Stories Press під назвою Mistress of Silence у 1997 році, потім був перевиданий видавництвом Avon Eos . 
Книга «Я, та хто ніколи не знала чоловіків» була перевидана у 2022 році видавництвом Transit Books з новою післямовою Софі Макінтош. 

## Сюжет
Глибоко під землею тридцять дев'ять жінок і одна дівчина утримуються в заручниках в клітці. Вони не памʼятають як туди потрапили, не знають чому знаходяться в полоні, і мають лише примарні спогади про своє минуле життя. Але дівчина єдина не памʼятає зовнішнього світу.
Охоронцями є лише чоловіки і вони не спілкуються з увʼязненими.
Проходять дні, тижні і роки -  час, який неможливо зрозуміти, перш ніж одного дня лунає сигнал тривоги, і всі охоронці втікають. Згодом ув'язненим жінкам вдається втекти, проте вони опиняються на величезній безплідній рівнині, де немає інших людей, і вони не знають, що сталося зі світом. 
Книга досліджує теми самотності, сенсорної депривації та виживання.

## Сприйняття
Книга стала фіналістом премії Prix Femina 1995 року . 
Газета «Нью-Йорк Таймс» описала роман як «похмурий, але захоплюючий» і «настільки важкий, наскільки це може бути в художній літературі» .  
Kirkus Reviews порівняли його з книгою «Оповідь служниці»  та зауважили, що він «холодний», але «зворушливий» і «потужний» .  
Французький тижневик L'Express назвали його «зворушливим» і «величним», а також продуктом «глибоко оригінальної уяви» .  
У статті для «The New York Review of Books» Дебора Айзенберг написала: «Як не парадоксально, сувора таємниця книги — атрофований і туманний світ, який вона зображує, — містить багато алюзій на людське життя». 